# Narrandera
Narrandera est une ville australienne située dans la zone d'administration locale du même nom, dont elle est le siège, en Nouvelle-Galles du Sud.

## Géographie
La ville est située dans la Riverina, au sud de la Nouvelle-Galles du Sud, à 173 m d'altitude et arrosée par la Murrumbidgee. Elle est distante de 549 km de Sydney, 428 km de Melbourne et 99 km de Wagga Wagga.

## Histoire
Le nom de la ville vient très probablement du mot aborigène Wiradjuri « nharrang » signifiant lézard à collerette.
La région était occupée avant l'arrivée des européens par les aborigènes Narrungderra qui disparurent tous après la colonisation soit par les maladies importées, soit par les luttes avec les colons (Massacre Island).

## Démographie
| Année | Population |
| ----- | ---------- |
| 2016  | 4 375      |
| 2021  | 3 783      |

## Économie
Narrandera est la porte d'entrée de la « Murrumbidgee Irrigation Area (MIA) » et la zone de transition entre les cultures extensives de céréales et l'élevage des moutons pour la laine à l'est et la culture intensive de céréales (surtout riz), d'agrumes, de raisins et de pommes de terre à l'ouest.

## Climat
| Température maximale moyenne (°C)                | 32.4 | 32.0 | 28.4 | 23.5 | 18.7 | 14.9 | 14.1 | 16.0 | 19.1 | 23.0 | 27.2 | 30.5 | 23,3  |
| Température minimale moyenne (°C)                | 17.0 | 17.3 | 14.1 | 10.0 | 6.8  | 4.2  | 3.1  | 4.1  | 6.1  | 9.0  | 12.3 | 15.2 | 9,9   |
| Précipitations (mm)                              | 36.8 | 37.4 | 28.9 | 40.0 | 42.2 | 39.0 | 41.6 | 44.5 | 41.4 | 46.8 | 36.6 | 36.9 | 471,5 |
| Nombre de jours de pluie moyen                   | 3.8  | 3.3  | 3.3  | 4.3  | 5.7  | 6.2  | 7.5  | 7.7  | 6.7  | 5.6  | 4.5  | 4.0  | 62.6  |
| Source : Service de la Météorologie australienne |      |      |      |      |      |      |      |      |      |      |      |      |       |